# Блохино (Башкортостан)
Блохино (баш. Блохин) — деревня в Иглинском районе Республики Башкортостан Российской Федерации. Входит в состав Акбердинского сельсовета.

## География

### Географическое положение
Расстояние до:
- районного центра (Иглино): 58 км,
- центра сельсовета (Акбердино): 3 км,
- ближайшей ж/д станции (Иглино): 58 км.

## Население
| 2002 | 2009 | 2010 |
| ---- | ---- | ---- |
| 45   | ↗75  | ↘41  |

Национальный состав
Согласно переписи 2002 года, преобладающая национальность — башкиры (47 %).